# Carposinídeos
Carposinídeos (Carposinidae) é uma família de insectos da ordem Lepidoptera.

## Lista de Especias (baseada no :NHM Lepindex)
- Actenoptila eucosma Diakonoff, 1954
- Actenoptila eustales Diakonoff, 1954
- Actenoptila heliotropia Diakonoff, 1954
- Alexotypa caradjai Diakonoff, 1989
- Alexotypa japonica (Walsingham, 1900) (no origem em: Propedesis)
- Alexotypa vitiata (Meyrick, 1913) (no origem em: Meridarchis)
- Anomoeosis barbara Diakonoff, 1954
- Anomoeosis carphopasta Diakonoff, 1954
- Anomoeosis conites Diakonoff, 1954
- Anomoeosis phanerostigma Diakonoff, 1954
- Archostola amblystoma Diakonoff, 1989
- Archostola niphauge Diakonoff, 1989
- Archostola ocytoma (Meyrick, 1938) (no origem em: Meridarchis)
- Archostola tianmushana Hun, 2001
- Archostola tredecim Diakonoff, 1949
- Atoposea maxima (Meyrick, 1912) (no origem em: Carposina)
- Blipta technica Diakonoff, 1954
- Blipta xylinarcha (Meyrick, 1930) (no origem em: Bondia)
- Bondia attenuatana Meyrick, 1882
- Bondia caseata Meyrick, 1910
- Bondia crescentella Walsingham, 1882
- Bondia digramma Meyrick, 1910
- Bondia dissolutana Meyrick, 1882
- Bondia fidelis Meyrick, 1913
- Bondia fuscata Davis, 1969
- Bondia maleficana Meyrick, 1882
- Bondia nigella Newman, 1856
- Bondia shastana Davis, 1969
- Bondia spicata Davis, 1969
- Camacostoma mesosapra Diakonoff, 1954
- Campbellana attenuata Salmon and Bradley, 1956[1]
- Campylarchis acuta Diakonoff, 1967
- Carposina achroana Meyrick, 1883
- Carposina adreptella (Walker, 1864) (no origem em: Gelechia)[2]
  - =Carposina charaxias Meyrick, 1891
- Carposina altivaga Meyrick, 1925
- Carposina aplegia Turner, 1916
- Carposina apousia Clarke, 1971
- Carposina asbolopis Meyrick, 1928
- Carposina askoldana Diakonoff, 1989
- Carposina atlanticella Rebel, 1894
- Carposina atronotata Walsingham, 1907
- Carposina autologa Meyrick, 1910
- Carposina benigna Meyrick, 1913
- Carposina berberidella Herrich-Schäffer, 1855
- Carposina bicincta Walsingham, 1907
- Carposina biloba Davis, 1969
- Carposina brachycentra Meyrick, 1914
- Carposina bullata Meyrick, 1913
- Carposina candace Meyrick, 1932
- Carposina canescens Philpott, 1930[3]
- Carposina capnarcha (Meyrick, 1938) (no origem em: Meridarchis)
- Carposina carcinopa Meyrick, 1927
- Carposina cardinata (Meyrick, 1913) (no origem em: Trepsitypa)
- Carposina ceramophanes Turner, 1947
- Carposina cervinella Walsingham, 1907
- Carposina chaetolopha Turner, 1926
- Carposina chersodes Meyrick, 1915
- Carposina conobathra Meyrick, 1928
- Carposina contactella (Walker, 1866) (no origem em: Tinea)[4]
  - =Carposina amalodes Meyrick, 1911[5]
- Carposina coreana Kim, 1955
- Carposina cornusvora (Yang, 1982) (no origem em:  Asiacarposina)
- Carposina corticella Walsingham, 1907
  - =Carposina latifasciata Walsingham, 1907
  - =Carposina semitogata Walsingham, 1907
- Carposina cretata Davis, 1969
- Carposina crinifera Walsingham, 1907
- Carposina cryodana Meyrick, 1885[6]
- Carposina crypsichola Meyrick, 1910
- Carposina dascioptera Turner, 1947
- Carposina diampyx Diakonoff, 1989
- Carposina dispar Walsingham, 1907
- Carposina distincta Walsingham, 1907
- Carposina divaricata Walsingham, 1907
- Carposina dominicae Davis, 1969
- Carposina ekbatana Amsel, 1978
- Carposina engalactis Meyrick, 1932
- Carposina epomiana Meyrick, 1885[7]
  - =Carposina philpotti philpotti (no origem em:  Heterocrossa) Dugdale, 1971[8]
  - =Carposina philpotti hudsoni Dugdale, 1988[9]
- Carposina eriphylla Meyrick, 1888[10]
- Carposina eulopha Turner, 1916
- Carposina euphanesBradley, 1956
- Carposina euryleuca Meyrick, 1912
  - =Carposina comonana Kearfott, 1907
- Carposina euschema Bradley, 1965
- Carposina exochana Meyrick, 1888[11]
- Carposina exsanguis Meyrick, 1918
- Carposina fernaldana Busck, 1907
- Carposina ferruginea Walsingham, 1907
- Carposina gemmata Walsingham, 1907
- Carposina gigantella Rebel, 1917
- Carposina glauca Meyrick, 1913
- Carposina gonosemana Meyrick, 1882[12]
- Carposina gracillima Walsingham, 1907
- Carposina graminicolor Walsingham, 1907
- Carposina graminis Walsingham, 1907
- Carposina herbarum Walsingham, 1907
- Carposina hercotis Meyrick, 1913
- Carposina hyperlopha Turner, 1947
- Carposina ignobilis Philpott, 1930[13]
- Carposina impavida Meyrick, 1913
- Carposina inscripta Walsingham, 1907
- Carposina iophaea Meyrick, 1907[14]
  - =Carposina thalamota Meyrick, 1909[15]
- Carposina irata Meyrick, 1914
- Carposina irrorata Walsingham, 1907
- Carposina lacerata Meyrick, 1913
- Carposina latebrosa Meyrick, 1910
- Carposina lembula (Meyrick, 1910) (no origem em: Meridarchis)
  - =Carposina hylactica (Meyrick, 1938) (no origem em: Meridarchis)
- Carposina leptoneura Meyrick, 1920
- Carposina literata Philpott, 1930[16]
- Carposina loxolopha Turner, 1947
  - =Carposina maculosa Philpott, 1927[17]
- Carposina mauii Walsingham, 1907
- Carposina mediella Walker, 1866 (no origem em: Enopa)
- Carposina pterocosmana Meyrick, 1881
- Carposina megalosema Diakonoff, 1949
- Carposina mesophaea Bradley, 1965
- Carposina mesospila Meyrick, 1920
- Carposina mimodes Meyrick, 1910
- Carposina mnia Diakonoff, 1954
- Carposina morbida Meyrick, 1912[18]
- Carposina nereitis Meyrick, 1913
- Carposina nesolocha Meyrick, 1910
- Carposina neurophorella Meyrick, 1879
- Carposina nigromaculata Walsingham, 1907
- Carposina nigronotata Walsingham, 1907
- Carposina olbiodora Turner, 1947
- Carposina olivaceonitens Walsingham, 1907
- Carposina orphania Meyrick, 1910
- Carposina paracrinifera Clarke, 1971
- Carposina percicana Matsumura, 1899 (no origem em: Carpocapsa)
- Carposina perileuca Lower, 1908
- Carposina petraea Meyrick, 1910
- Carposina phycitana Walsingham, 1914
- Carposina pinarodes Meyrick, 1910
- Carposina piperatella Walsingham, 1907
- Carposina plumbeonitida Walsingham, 1907
- Carposina poliophara Bradley, 1965
- Carposina poliosticha Turner, 1947
- Carposina proconsularis Meyrick, 1921
- Carposina punctulata Walsingham, 1907
- Carposina pusilla Walsingham, 1907
- Carposina pygmaeella Walsingham, 1907
- Carposina roesleri Amsel, 1977
- Carposina rosella Kuznetsov, 1975
  - =Carposina rubophaga (Meyrick, 1882) (no origem em: Heterocrossa)[19]
- Carposina sanctimonea Clarke, 1926[20]
- Carposina sarcanthes Meyrick, 1918[21]
- Carposina sasakii Matsumura, 1900
  - =Carposina nicholsana Forbes, 1923
  - =Carposina ottawana Kearfott, 1907
  - =Carposina viduana Caradja, 1916
  - =Carposina niponensis Walsingham, 1900 "Lepideptora da Pesca"[22][23]
- Carposina saurates Meyrick, 1913
- Carposina scierotoxa Meyrick, 1924
- Carposina scirrhosella Herrich-Schäffer, 1855
  - =Carposina orientella Staniou & Nemes, 1968
- Carposina simulator Davis, 1969
- Carposina siturga Meyrick, 1912
- Carposina smaragdias Turner, 1916
- Carposina socors Meyrick, 1928
- Carposina solutella Walsingham, 1907
- Carposina stationaria Meyrick, 1928
- Carposina subolivacea Walsingham, 1907
- Carposina subselliata Meyrick, 1921
- Carposina subumbrata Walsingham, 1907
- Carposina sysciodes Turner, 1947
- Carposina tanaoptera Turner, 1947
- Carposina taractis Meyrick, 1910
- Carposina telesia Meyrick, 1910
- Carposina tetratoma Diakonoff, 1989
- Carposina thermurga Meyrick, 1929
  - =Carposina ferruginea Meyrick, 1925
- Carposina tincta Walsingham, 1907
- Carposina togata Walsingham, 1907
- Carposina trigononotata Walsingham, 1907
- Carposina viridis Walsingham, 1907
- Carposina zymota Meyrick, 1910 (no origem em:  Meridarchis)
- Commatarcha acidodes Diakonoff, 1989
- Commatarcha characterias (Meyrick, 1932) (no origem em: Bondia)
- Commatarcha autocharacta (Meyrick, 1932) (no origem em: Bondia)
- Commatarcha chrysanches (Meyrick, 1938) (no origem em: Bondia)
- Commatarcha citrogramma (Meyrick, 1938) (no origem em: Delarchis)
- Commatarcha oresbia Diakonoff, 1989
- Commatarcha palaeosema Meyrick, 1935
- Commatarcha quaestrix (Meyrick, 1935) (no origem em: Bondia)
- Commatarcha vaga Diakonoff, 1989
- Coscinoptycha improbana Meyrick, 1881 "Lepideptora da Guava"
- Ctenarchis cramboides Dugdale, 1995
- Desiarchis hemisema Diakonoff, 1952
- Epicopistis pleurospila Turner, 1933
- Glaphyrarcha euthrepta Meyrick, 1938[24]
- Heterogymna anterastes Diakonoff, 1954
- Heterogymna cheesmanae Bradley, 1962
- Heterogymna chorospila Meyrick, 1922
- Heterogymna collegialis Meyrick, 1925
- Heterogymna comitialis Meyrick, 1925
- Heterogymna globula Diakonoff, 1973
- Heterogymna gyritis Meyrick, 1910
- Heterogymna heptanoma Meyrick, 1925
- Heterogymna melanococca Diakonoff, 1954
- Heterogymna melanocrypta Diakonoff, 1967
- Heterogymna metarsia Diakonoff, 1989
- Heterogymna ochrogramma Meyrick, 1913[25]
  - =Heterogymna coloba Diakonoff, 1989
  - =Heterogymna seriatopunctata Matsumura, 1931 (no origem em: Psecadia)
  - =Heterogymna toxotes Diakonoff, 1989
- Heterogymna pardalota Meyrick, 1922
- Heterogymna parthenia Diakonoff, 1954
- Heterogymna polystigma Diakonoff, 1954
- Heterogymna stenygra Diakonoff, 1954
- Heterogymna xenochroma Diakonoff, 1954
- Heterogymna zacentra Meyrick, 1913
- Hystrichomorpha acanthina Diakonoff, 1954
- Meridarchis alta Diakonoff, 1967   [Nome valido]
- Meridarchis anisopa Diakonoff, 1954
- Meridarchis bifracta Diakonoff, 1967
- Meridarchis bryodes Meyrick, 1907
- Meridarchis bryonephela Meyrick, 1938
- Meridarchis caementaria Meyrick, 1911
- Meridarchis capnographa Diakonoff, 1954
- Meridarchis celidophora Bradley, 1962
- Meridarchis chionochalca Diakonoff, 1954
- Meridarchis concinna Meyrick, 1913
- Meridarchis cosmia Diakonoff, 1954
- Meridarchis creagra Diakonoff, 1949
- Meridarchis crotalus Diakonoff, 1989
- Meridarchis cuphoxylon Diakonoff, 1954
- Meridarchis drachmophora Diakonoff, 1950
- Meridarchis ensifera Diakonoff, 1950
- Meridarchis episacta Meyrick, 1906
- Meridarchis erebolimnas Meyrick, 1938
- Meridarchis eremitis Meyrick, 1905 (no origem em: Tribonica)
- Meridarchis excisa Walsingham, 1900 (no origem em: Propedesis)
- Meridarchis famulata Meyrick, 1913
- Meridarchis globifera Meyrick, 1938
- Meridarchis globosa Diakonoff, 1954
- Meridarchis goes Diakonoff, 1954
- Meridarchis heptaspila Meyrick, 1930
- Meridarchis isodina Diakonoff, 1989
- Meridarchis jumboa Kawabe, 1980
- Meridarchis longirostris Hampson, 1900 (no origem em: in Pexinola)
- Meridarchis luteus Walsingham, 1897 (no origem em: Autogriphus)
- Meridarchis melanantha Diakonoff, 1954
- Meridarchis melanopsacas Diakonoff, 1954
- Meridarchis merga Diakonoff, 1989
- Meridarchis mesosticha Bradley, 1965
- Meridarchis monopa Diakonoff, 1948
- Meridarchis niphoptila Meyrick, 1930
- Meridarchis octobola Meyrick, 1925
- Meridarchis oculosa Diakonoff, 1954
- Meridarchis oxydelta Diakonoff, 1967
- Meridarchis picroscopa Meyrick, 1930
- Meridarchis pentadrachma Diakonoff, 1954
- Meridarchis phaeodelta Meyrick, 1906
- Meridarchis pseudomantis Meyrick, 1920
- Meridarchis pusulosa Diakonoff, 1949
- Meridarchis reprobata Fletcher & Surat, 1920
- "Meridarchis reprobata" Meyrick, 1920
- Meridarchis scyrodes Meyrick, 1916
- Meridarchis scythophyes Diakonoff, 1967
- Meridarchis theriosema Meyrick, 1928
- Meridarchis trapeziella Zeller, 1867
- Meridarchis tristriga Diakonoff, 1952
- Meridarchis unitacta Diakonoff, 1970
- Meridarchis xerostola Diakonoff, 1989
- Mesodica aggerata Meyrick, 1910
- Mesodica dryas (Diakonoff, 1950) (no origem em: Meridarchis)
- Mesodica infuscata Diakonoff, 1949
- Metacosmesis aelinopa Diakonoff, 1982
- Metacosmesis barbaroglypha Diakonoff, 1949
- Metacosmesis illodis Diakonoff, 1967
- Metacosmesis laxeuta Meyrick, 1906
- Metrogenes deltocycla Meyrick, 1926
- Nosphidia paradoxa Diakonoff, 1982
- Paramorpha aquilana Meyrick, 1881
- Paramorpha aulata Meyrick, 1913
- Paramorpha cylindrica Meyrick, 1922
- Paramorpha eburneola Turner, 1926
- Paramorpha glandulata Meyrick, 1922
- Paramorpha hapalopis Meyrick, 1910
- Paramorpha marginata (Philpott, 1931) (no origem em: Carposina)[26]
  - =Paramorpha heptacentra Meyrick, 1931[27]
- Paramorpha injusta Meyrick, 1913
- Paramorpha perileuca Lower, 1908
- Paramorpha rhachias Meyrick, 1910
- Paramorpha semotheta Meyrick, 1910
- Paramorpha tenuistria Turner, 1947
- Peragrarchis emmilta Diakonoff, 1989
- Peragrarchis minima Bradley, 1962
- Peragrarchis pelograpta (Meyrick, 1929) (no origem em: Meridarchis)
- Peragrarchis rodea (Diakonoff, 1950) (no origem em: Meridarchis)
- Peragrarchis syncolleta (Meyrick, 1928) (no origem em: Meridarchis)
- Peritrichocera bipectinata Diakonoff, 1961
- Picrorrhyncha atribasis Diakonoff, 1950
- Picrorrhyncha pista Diakonoff, 1973
- Picrorrhyncha scaphula Meyrick, 1922
- Scopalostoma melanoparea Diakonoff, 1957
- Scopalostoma nigromaculella Guillermet, 2004
- Sosineura mimica (Lower, 1893) (no origem em: Heterocrossa)
- Spartoneura xerocrastis Diakonoff, 1954
- Xyloides lamproxylon Diakonoff, 1954